# Municipio de Pine B
El municipio de Pine B (en inglés: Pine B Township) es un municipio ubicado en el condado de Stone en el estado estadounidense de Misuri. En el año 2010 tenía una población de 2086 habitantes y una densidad poblacional de 33,32 personas por km².

## Geografía
El municipio de Pine B se encuentra ubicado en las coordenadas 36°34′42″N 93°26′54″O / 36.57833, -93.44833. Según la Oficina del Censo de los Estados Unidos, el municipio tiene una superficie total de 62.6 km², de la cual 46,69 km² corresponden a tierra firme y (25,41 %) 15,91 km² es agua.

## Demografía
Según el censo de 2010, había 2086 personas residiendo en el municipio de Pine B. La densidad de población era de 33,32 hab./km². De los 2086 habitantes, el municipio de Pine B estaba compuesto por el 97,79 % blancos, el 0,14 % eran afroamericanos, el 0,58 % eran amerindios, el 0,19 % eran asiáticos, el 0,29 % eran isleños del Pacífico y el 1,01 % eran de una mezcla de razas. Del total de la población el 0,72 % eran hispanos o latinos de cualquier raza.